# 足助劇場
足助劇場（あすけげきじょう）は、かつて愛知県東加茂郡足助町の本町（現在の豊田市足助町）にあった映画館。1952年（昭和27年）頃に開館し、1960年代末に閉館した。本町通りと宗恩寺の中間付近、居酒屋「たんぽぽ」の向かい（道路を挟んで北側）にあった。

## 歴史

### 足助の町

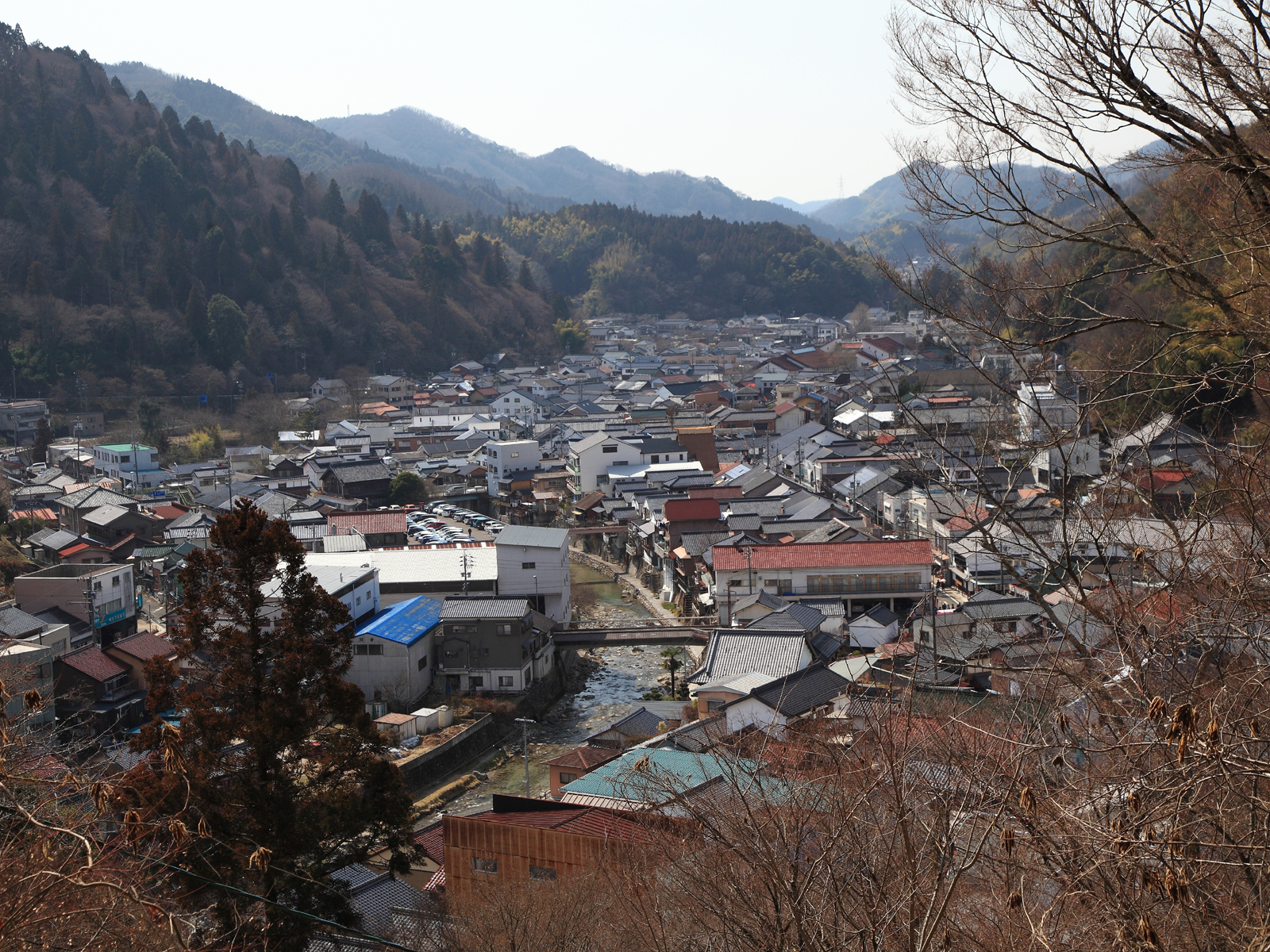
山間にある足助の町

足助町は三河国と信濃国を結ぶ中馬街道の宿場町として栄えた町であり、年貢米や塩などが足助から山道を運ばれた。明治後期に国鉄中央本線が全通すると、宿場町としての性格は薄れていった。
1871年（明治4年）には西町に劇場の西盛座が開館し、浪曲、舞踊の発表会、弁士がいるサイレント映画の上映などを行っていた。やがて西盛座は映画館となり、映画全盛期には『清水の次郎長』シリーズ（1950年代前半・東宝）や『宮本武蔵』（1954年・東宝）などの邦画時代劇や、『黄色いリボン』（1949年）や『駅馬車』（1939年）などの洋画を上映した。

### 開館時
映画全盛期の1952年（昭和27年）頃には、地元住民が共同出資して本町に足助劇場が開館した。『足助物語 昭和30年の合併から50年』は開館年を昭和20年代後半としている。建物は昭和20年代に建てられた木造平屋建であり、延床面積は約500m2。外壁はモルタルであり、屋根はコンクリート製の瓦葺である。定員は276人であり、主に邦画を上映した。映画のほかには歌謡ショーを開催することも多く、藤島桓夫の『君の名は』などの人気が高かった。足助町では山仕事に従事する住民が多かったため、雛祭りなどの季節行事の際に雨が降ると映画館の観客が増えた。映画全盛期には立ち見客が出るほどにぎわい、著名な俳優が訪れたこともあった。1963年（昭和38年）の台帳によると当時の入場料は大人100円であり、同年6月には1,172枚の入場券が使われた。
経営難のために1960年代末に閉館した。『足助物語 昭和30年の合併から50年』は閉館年を昭和40年代前半としている。最終上映作品は『伊豆の踊子』（1967年・東宝）だった。

### 閉館後

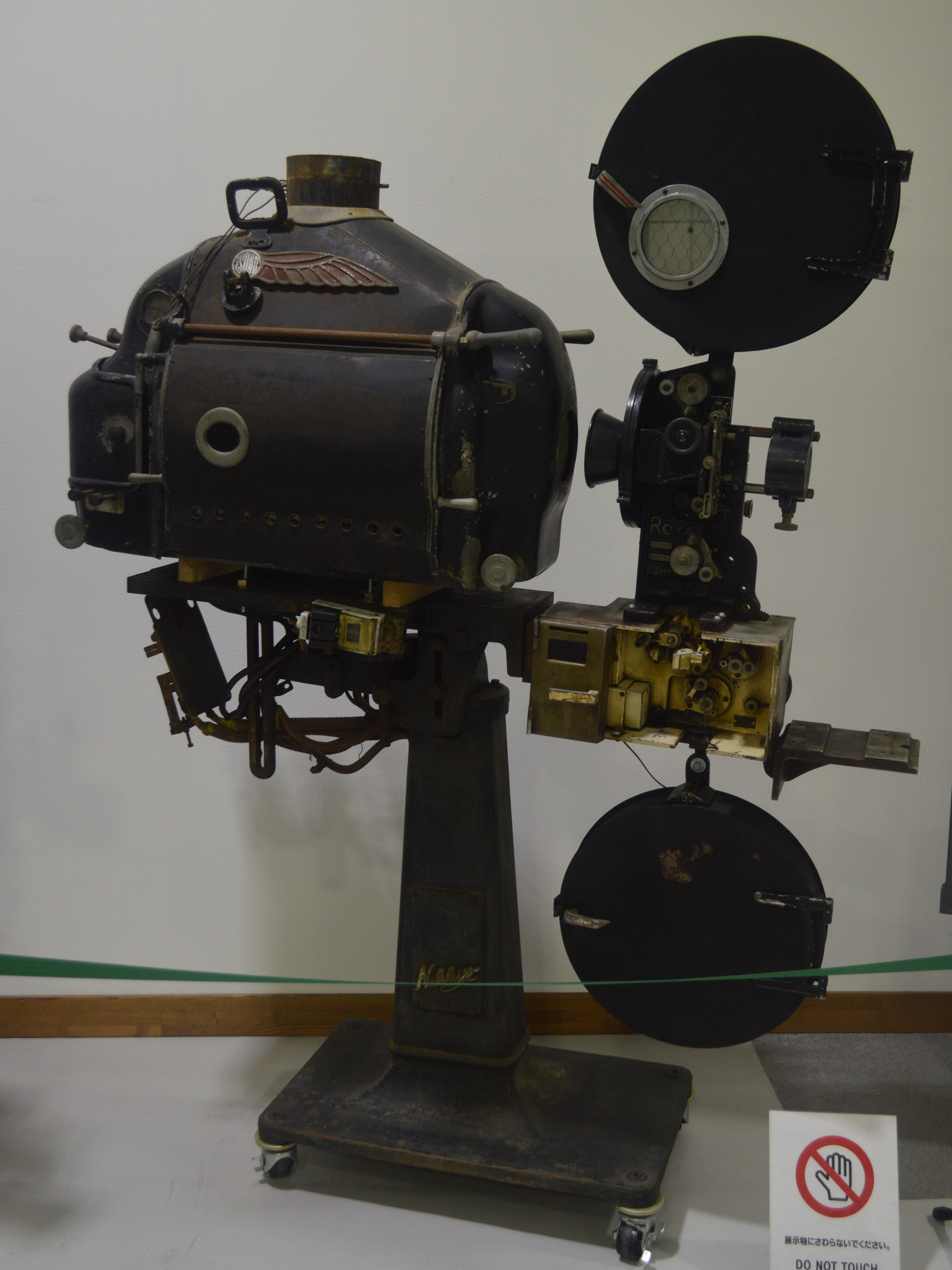
松永文庫に寄贈された足助劇場の映写機

閉館後の建物は平野建材店の経営者が引き取り、倉庫として使用していたが、この建材店が代替わりすると使用しなくなった。2018年（平成30年）2月には足助商工会によって「足助町家情報ネットワークあきびと座」の賃貸可能な物件に登録され、同年3月24日には登録物件の見学会が開催された。
しかし60年以上が経過した建物は老朽化が進行し、雨漏りなどがあって放置すると危険な状態だった。足助劇場は重要伝統的建造物群保存地区である「足助」の範囲内にあるが、豊田市から建物の解体に必要な現状変更の許可を得て、同年5月に解体された。映画ポスターや台帳などの資料の一部は、2017年（平成29年）に豊田市役所文化財課に譲渡されている。『雑婚時代』のポスター、『花くらべ狸道中』・『銀座っ子物語』・『恋にいのちを』のチラシ印刷用原版などが残されていた（4作とも1961年・大映）。足助劇場で使用していた映写機2台は、東京で映画館を経営する会社に譲渡される見込みである。
2018年（平成30年）春には映写技師の永吉洋介が平野建材店から映写機1台を引き取った。その後永吉は福岡県北九州市に転居したことから、北九州市にある映画資料館の松永文庫に寄贈を打診し、2019年（令和元年）12月に寄贈された。